# Kamptee
Kamptee (o Kamthi, Kamtha, Kampti) è una città dell'India di 84.340 abitanti, situata nel distretto di Nagpur, nello stato federato del Maharashtra. In base al numero di abitanti la città rientra nella classe II (da 50.000 a 99.999 persone).

## Geografia fisica
La città è situata a 21° 13' 60 N e 79° 12' 0 E e ha un'altitudine di 269 m s.l.m..

## Società

### Evoluzione demografica
Al censimento del 2001 la popolazione di Kamptee assommava a 84.340 persone, delle quali 42.616 maschi e 41.724 femmine. I bambini di età inferiore o uguale ai sei anni assommavano a 10.548, dei quali 5.332 maschi e 5.216 femmine. Infine, coloro che erano in grado di saper almeno leggere e scrivere erano 64.429, dei quali 34.550 maschi e 29.879 femmine.